# Ивенсен, Юрий Павлович
Юрий Павлович Ивенсен (1908, Москва — 1996, Якутск) — советский геолог, специалист в области разведки и геологии рудных полезных ископаемых и металлогении. Директор-организатор Института геологии Коми филиала АН СССР (1958—1961), профессор (1969), Заслуженный деятель наук Якутской АССР (1973).

## Биография
Родился 20 ноября (3 декабря) 1908 года в Москве в интеллигентной семье. Отец — страховой служащий. Мать — Вера Фёдоровна Ивенсен (1879—1963), родная сестра художника Константина Юона.
В 1910—1921 годах семья жила в городе Омске. Рано остался без отца, который от тифа. После смерти мужа Вера Фёдоровна вместе с сыном возвратилась в Москву, где жили все её родственники.
В 1925 году окончил девятилетку в Москве. 
В юности увлекался поэзией и писал стихи. С 1926 года учился в Высшем литературно-художественном институте имени Брюсова, до его ликвидации в 1929 году (окончил 4 курса).
С 1929 года работал коллектором, научным сотрудником, начальником геологических партий и экспедиций в производственных и научно-исследовательских геологических организациях:
- Институт прикладной минералогии
- НИГРИзолото (Москва)
- МГРИ
- Восточно-Сибирская экспедиция ИГН АН СССР, 1940
- Геологический институт Киргизского филиала АН СССР (г. Фрунзе)
- Главслюда МВД СССР
- Трест «Таджикзолоторедмет» (Душанбе).

В 1947 году экстерном окончил геологоразведочный факультет Казахского горно-металлургического института (Алма-Ата).
В 1950 году защитил кандидатскую диссертацию.
В 1957 году защитил докторскую диссертацию в ИГЕМ АН СССР по теме «Становление гранитных пегматитов в связи с развитием геологической структуры».
Работал заведующим отделом и и. о. директора (директор-организатор) Института геологии Якутского филиала АН СССР (Якутск, Якутская АССР).
В 1958—1961 годах — директор Института геологии Коми филиала АН СССР.
С 1965 года — заместитель директора Института геологии Якутского филиала СО АН СССР (Якутск).
Изучал петрографию и металлогению в различных районах Тянь-Шаня, на Кольском полуострове, в Восточной Сибири.
Первооткрыватель 8 редкометалльных и полиметаллических месторождений в Средней Азии (Туркестанского ураноносного пояса).
Занимался изучением месторождений полиметаллов, вольфрама, олова, золота, редких и рассеянных элементов, слюды. Проводил прогнозную оценку территории Якутии на полиметаллы и золото.
Выдвигался в члены-корреспонденты АН СССР.
Скончался в 1996[уточнить] году в городе Якутске.

## Награды и премии
- 1951 — орден Трудового Красного Знамени
- 1970 — Медаль «В ознаменование 100-летия со дня рождения Владимира Ильича Ленина»
- 1973 — Заслуженный деятель наук Якутской АССР.